# Tocqueville (Eure)
Tocqueville – miejscowość i gmina we Francji, w regionie Normandia, w departamencie Eure.
Według danych na rok 1990 gminę zamieszkiwały 143 osoby, a gęstość zaludnienia wynosiła 58 osób/km² (wśród 1421 gmin Górnej Normandii Tocqueville plasuje się na 756. miejscu pod względem liczby ludności, natomiast pod względem powierzchni na miejscu 865.).